# Santa Branca
Santa Branca est une municipalité brésilienne de l'État de São Paulo et la Microrégion de São José dos Campos.